# برنت بريسكو
برنت بريسكو (بالإنجليزية: Brent Briscoe)‏ (مواليد 21 مايو 1961 في ميزوري - 18 أكتوبر 2017 في لوس أنجلوس)، هو ممثل وكاتب سيناريو أمريكي بدأ مسيرته الفنية سنة 1991.

## وصلات خارجية
- برنت بريسكو على موقع IMDb (الإنجليزية)
- برنت بريسكو على موقع روتن توميتوز (الإنجليزية)
- برنت بريسكو على موقع ألو سيني (الفرنسية)
- برنت بريسكو على موقع أول موفي (الإنجليزية)
- برنت بريسكو على موقع قاعدة بيانات الأفلام السويدية (السويدية)
- برنت بريسكو على موقع إن إن دي بي (الإنجليزية)
- برنت بريسكو على موقع قاعدة بيانات الفيلم (الإنجليزية)
- برنت بريسكو على موقع كينوبويسك (الروسية)